# Бирмингемский королевский балет
Бирмингемский Королевский Балет (Birmingham Royal Ballet (BRB)) — одна из пяти крупнейших балетных трупп Соединенного Королевства, наряду с Королевским балетом, Английским Национальным балетом, Северным балетом и Шотландским балетом. Была основана как Театральный балет Садлера Уэллса в 1946 году и являлась дочерней труппой более ранней труппы Сэдлера Уэллса, которая в том же году переехала в Королевский оперный театр, впоследствии получивший название «Королевский балет».
Новая труппа была сформирована под руководством Джона Филда и оставалась в Театре Садлера Уэллса в течение многих лет, став известной как Королевский балет Садлера Уэллса в 1977 году. Она также гастролировала в Великобритании и за рубежом, а затем переехала в Бирмингем в 1990 году. В своих выступлениях она даже использовала Бирмингемский ипподром. В 1997 году Бирмингемский Королевский Балет стал независимым от Королевского балета.

## История
В 1926 году танцовщица ирландского происхождения Нинетт де Валуа основала Академию хореографического искусства, танцевальную школу для девочек. Её целью было создание репертуарной балетной труппы и школы, что привело к сотрудничеству с английским театральным продюсером и владельцем театра Лилиан Бэйлис. Бейлис владела театрами Олд Вик (Old Vic) и Садлер Уэллс (Sadler’s Wells), а в 1925 году она наняла де Валуа для постановки танцевальных спектаклей на обеих площадках.
Садлер Уэллс вновь открылся в 1931 году, и в помещении театра находились балет Вик Уэллса и балетная школа Вик-Уэллса. Они станут предшественниками сегодняшнего Королевского балета, Бирмингемского Королевского балета и Королевской балетной школы.
В 1939 году труппа потеряла связь с театром Олд Вик, а в 1940 году во время Второй мировой войны был разбомблен театр Садлера Уэллса. Эти события вынудили труппу начать гастролировать по стране, получив известность как балет Садлера Уэллса. Труппа вернулась в театр Садлера Уэллса и оставалась там до 1946 года. Затем её пригласили стать резидентом балетной труппы недавно вновь открытого Королевского оперного театра в Ковент-Гардене. Труппа переехала в Оперный театр в том же 1946 году, и их первой постановкой на этой на сцене стала постановка «Спящей красавицы» Нинетт де Валуа.
В 1947 году школа переехала в собственное помещение. Была создана дочерняя труппа для продолжения выступлений в «Сэдлер Уэллсе», которая называлась «Театральный балет Садлера Уэллса».
В 1955 году Театральный балет Садлера Уэллса временно утратил свою связь с театром Садлера Уэллса и переехал в Королевский оперный театр в качестве гастрольного подразделения главной труппы.
В 1956 году Королевская хартия была предоставлена как для трупп, так и для школы, и впоследствии они были переименованы в Королевский балет — Королевский балет Садлера Уэллса и Королевскую балетную школу.
Королевский балет Садлера Уэллса вернулся в театр Сэдлера Уэллса в 1970 году, продолжая гастролировать по стране. В 1987 году труппу пригласили стать резидентом балетной труппы Театра «Ипподром Бирмингем». Поэтому в 1990 году труппа переехала в Бирмингем, получив свое нынешнее название Бирмингемский Королевский Балет.
С 1977 по 1995 год Сэр Питер Райт был художественным руководителем труппы. Затем художественным руководителем был назначен Дэвид Бинтли. В 1997 году Бирмингемский Королевский балет стал независимым от Королевского балета и Королевский оперный театр перестал осуществлять управление над ним.
В январе 2019 года было объявлено, что признанный кубинский танцор Карлос Акоста сменит Бинтли на посту художественного руководителя в январе 2020 года.